# Прва класа: Пун гас!
Прва класа: Пун гас! је српски филм из 2024. године у режији Владимира Миће Поповића и сценарију Радета Ћосића и Зорана Митровића.
Филм је премијерно приказан 15. октобра 2024 године.

## Радња
Беба је један од најбољих возача у Националној класи, али никад то није успео да покаже, један од разлога зашто је то тако је Немац, његов највећи ривал и неко ко му не дозвољава оно што би други људи, само због његовог шарма.
Да ствар буде гора, њих двојица возе за исти клуб „Auto moto racing Start“, и заљубљени су у исту девојку, кћерку механичара клуба, Ненси. У најгорем тренутку по клуб „Start”, појављује се нови клуб „Monterarri“, клуб који претендује на титулу, а ове године, онај ко освоји титулу потписује уговор са тимом из чувене серије „GT“. Ко ће први стићи до циља, сазнаћемо на крају трке, али пре тога СТАРТ-ујмо...

## Улоге
| Глумац             | Улога |
| ------------------ | ----- |
| Раде Ћосић         |       |
| Ненад Јездић       |       |
| Миодраг Радоњић    |       |
| Љубомир Бандовић   |       |
| Андрија Милошевић  |       |
| Христина Поповић   |       |
| Матеа Милосављевић |       |
| Олга Одановић      |       |
| Бранислав Зеремски |       |
| Бане Видаковић     |       |
| Сандра Томић       |       |
| Дарко Перић        |       |